# Michael Connarty
Michael Connarty, född 3 september 1947 i Coatbridge, nuvarande North Lanarkshire i Skottland, är en brittisk parlamentsledamot för Labour. Han representerade valkretsen Falkirk East från valet 1992 till valet 2005 och representerar sedan 2005 valkretsen Linlithgow and Falkirk East. Han var tidigare lokalpolitiker i Stirling. Han är ordförande för den vänsterinriktade Tribune Group i Labours parlamentsgrupp.